# 글루탐산 이나트륨
글루탐산 이나트륨(영어: disodium glutamate, DSG) 또는 다이소듐 글루타메이트는 글루탐산의 나트륨 염으로 화학식은 Na2C5H7NO4인 화합물이다. 글루탐산은 감칠맛을 내기 위해 착향료로 사용된다.

## 생성
글루탐산 이나트륨은 2몰 당량의 수산화 나트륨(NaOH)로 글루탐산을 중화시켜 생성할 수 있다.

## 같이 보기
- 글루탐산 나트륨 (MSG)